# Costa Oest dels Estats Units

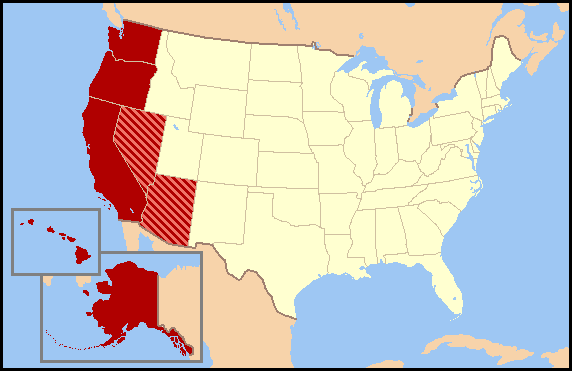
Les definicions regionals varien segons la font. Els estats en vermell fosc són els que normalment s'inclouen en el terme, mentre que els de vermell clar (o part d'ells) poden o no ser considerats part de la Costa Oest.

La Costa Oest (West Coast en anglès), Costa Occidental o Costa del Pacífic són termes que designen els estats costaners més occidentals de l'Oest dels Estats Units, que inclouen Califòrnia, Oregon i Washington. Arizona i Nevada, encara que no són costaners, també se solen incloure a la Costa Oest per la seva proximitat a la Costa del Pacífic i als seus llaços econòmics i culturals amb Califòrnia (per exemple, les dues grans universitats d'Arizona són membres de la Pacific Ten Conference).
Tot i que no forma part dels Estats Units continentals, Hawaii sí que voregen l'oceà Pacífic i podrien incloure's a la Costa Oest. La població estimada de la Costa Oest, el 2007, estava entre els 50 i els 60 milions, depenent de quins siguin els estats que s'incloguin en l'estimació.
Hi ha un terme més antic que hom creu que va sorgir al Nord-est dels Estats Units i que al·ludeix a la Costa Oest simplement com a «La Costa». També es fa referència de broma com «la Costa Esquerra» («Left Coast»), un joc de paraules sobre la seva fama de ser més d'esquerres políticament parlant que altres zones dels Estats Units.
Les principals ciutats costaneres de la Costa Oest són San Diego, Los Angeles, San Francisco i Seattle. Entre les de l'interior trobem Portland (Oregon), Las Vegas i Sacramento (Califòrnia).